# کریس گروکوک
کریس گروکوک (انگلیسی: Chris Grocock؛ زادهٔ ۳۰ اکتبر ۱۹۶۸) بازیکن فوتبال است.
از باشگاه‌هایی که در آن بازی کرده‌است می‌توان به باشگاه فوتبال گریمزبی تاون اشاره کرد.